# 克里斯蒂安·莫特森
托马斯·彼得·托瓦尔·克里斯蒂安·费迪南德·莫特森（丹麥語：Thomas Peter Thorvald Kristian Ferdinand Mortensen，1882年8月16日—1998年4月25日），常称为克里斯蒂安·莫特森（Christian Mortensen），丹麦裔美国超级人瑞。他去世时，年龄为115岁252天，是当时经过验证的最年长男性，这个纪录直到2012年12月28日被日本人木村次郎右卫门打破。
莫特森是第一位被证实达到115岁的男性（1997年）。除了是丹麦最年长的人，莫特森也是北歐五國最年长的人，最年长的男性移民出境者和最年长的男性欧洲人。1882年12月26日莫特森在教堂受洗。除了他的洗礼记录，其它记录包括丹1890年和1901人口普查，1896年教会的认证。

## 生平
1882年8月16日，克里斯蒂安·莫特森出生于丹麦斯坎訥堡市鎮附近的村庄。1898年他16岁时开始在斯坎訥堡当裁缝学徒，后来成为农场雇工。
1903年莫特森移居美国和亲戚定居在伊利諾州芝加哥。他干过很多工作，包括裁缝，送奶工，餐馆老板，制罐公司工厂的工人等。他结婚不到十年离婚，没有孩子。他没有再婚。
1950年，莫特森在德克萨斯州加尔维斯顿退休。28年后在他96岁时搬到了加利福尼亚州圣拉菲尔的养老院。直到1998年去世一直住在那里。
莫特森偶尔抽雪茄并认为适度吸烟不影响健康。他首选素食。他还喝白开水。在生命快结束时他的眼睛已经看不见了，只能在轮椅上听收音机度过他的大部分时间。那时他还记得很久之前的事情，但对最近养老院发生的事情却不清楚，而且需要工作人员的帮助。
莫特森115岁生日时对长寿的建议是：“朋友，一支好的雪茄，多喝水，不酗酒，保持积极心态，多大声唱歌会让你活很久。”
1998年3月3日，瑪麗·安·羅德斯去世後，克里斯蒂安·莫特森以115岁199天成為最後一位生於1882年的人。1998年他去世后，约翰逊·帕克斯成为全世界最年长男性。